# Vaďovce

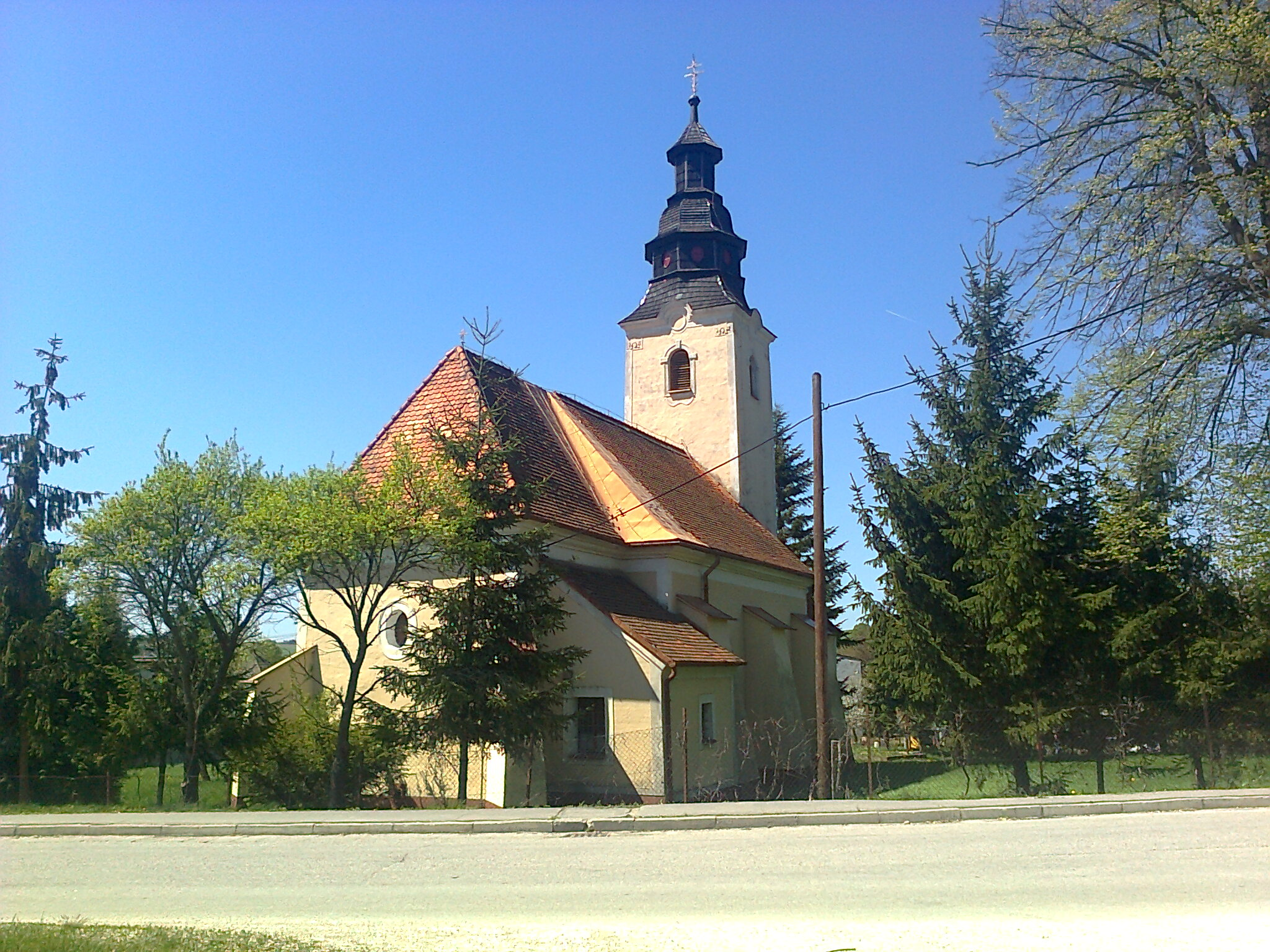
Kirche St. Michael in Vaďovce

Vaďovce (deutsch Wädowitz, ungarisch Vagyóc) ist eine Gemeinde in der Westslowakei. Sie ist etwa 15 Kilometer westlich von Nové Mesto nad Váhom und ungefähr 15 Kilometer östlich von Myjava im Hügelland der Kleinen Karpaten im Bereich der Čachtické Karpaty gelegen. 
Der Ort wurde um 1392 zum ersten Mal erwähnt.

## Verkehrsanbindung
Die Gemeinde ist an das öffentliche regionale Busnetz sowie an die Bahnstrecke Nové Mesto nad Váhom–Veselí nad Moravou angeschlossen.

## Bevölkerung
| Jahr                | 1994 | 2004    | 2014     | 2024    |
| ------------------- | ---- | ------- | -------- | ------- |
| Anzahl der Personen | 687  | 686     | 758      | 743     |
| Unterschied         |      | −0,14 % | +10,49 % | −1,97 % |

| Jahr                | 2023 | 2024    |
| ------------------- | ---- | ------- |
| Anzahl der Personen | 721  | 743     |
| Unterschied         |      | +3,05 % |